# Yūji Imamura
Yūji Imamura (Japans 今村 裕二, Imamura Yuji, circa 1945) is een Japanse jazz- en fusion-slagwerker (drums, percussie, conga, djembe, kalimba).

## Biografie
Yūji Imamura speelde vanaf het midden van de jaren 60 in de jazz- en fusion-scene van Tokio. Zijn eerste opnames maakte hij in 1967 met Sadao Watanabe (Jazz Samba, o.a. met Masabumi Kikuchi en Sadanori Nakamure). In de jaren erop speelde hij met Shigeharu Mukai, in het kwintet van Terumasa Hino (Live, 1973), Shuko Mizuno/Toshiyuki Miyama en Masaru Imada, en verder met musici als Kenji Mori, Hideto Kanai en Takao Uematsu in de groep Tee & Company. Tevens had hij een eigen kwintet (1975). Hij leidde de fusiongroep Air, met daarin o.m. Nobuyoshi Ino (een gelijknamig album in 1977, met Hiroshi Murakami, Renkichi Hayashi, Yasuo Shimura). Met Mari Nakamoto en Tasuya Takahashi's band trad hij in 1978 op tijdens het Montreux Jazz Festival. Vanaf de jaren 80 werkte hij met Hiroshi Fukumura en Michiko Yoshino. Rond 2007 nam hij een soloalbum op (Beat from the Earth met Teruo Goto). In de jazz speelde hij tussen 1967 en 2007 mee op 34 opnamesessies.